# Colchester Castle
Colchester Castle is een kasteel in de Engelse plaats Colchester, Essex. Het bouwwerk is geclassificeerd als een Grade I listed building.
Het kasteel is gebouwd op de fundamenten van een Romeinse tempel van Claudius (gebouwd tussen 54 v. Chr - 60 v. Chr) op deze locatie. Willem de Veroveraar gaf opdracht voor de bouw van het kasteel. Het ontwerp was van Siward, bisschop van Rochester. De bouw werd aangevangen in de periode tussen 1069 en 1076 onder leiding van Eudo Dapifer. Rond 1100 was het kasteel gereed.
Rondom het kasteel is in de 18e eeuw een park (Colchester Castle Park) aangelegd. Het kasteel is in gebruik als museum.